# Порт Бајрон (Илиноис)
Порт Бајрон (енгл. Port Byron) град је у америчкој савезној држави Илиноис.

## Демографија
По попису из 2010. године број становника је 1.647, што је 112 (7,3%) становника више него 2000. године.
| Група             | 2000.         | 2010.         |
| Белци             | 1.494 (97,3%) | 1.577 (95,7%) |
| Афроамериканци    | 1 (0,1%)      | 3 (0,2%)      |
| Азијати           | 0 (0,0%)      | 2 (0,1%)      |
| Хиспаноамериканци | 25 (1,6%)     | 46 (2,8%)     |
| Укупно            | 1.535         | 1.647         |